# Abel
Abel (heb. Hebel – dah), drugi sin Adama i Eve, umoren od starijega brata Kajina. Bio je pastir. Legendarno obrađen u kasnijoj književnosti. Kao pastir Abel žrtvuje od prvenaca svoga stada Bogu i zato je mio Bogu. Kao nevino ubijeni pravednik Abel je tip Krista, koji je ubijen od svojega naroda, a Abelova je žrtva tip misne žrtve u Novom zavjetu.